# James Fouché
James Fouché (ur. 28 marca 1998 w Christchurch) – nowozelandzki kolarz szosowy.

## Osiągnięcia
Opracowano na podstawie:

2016
- 2. miejsce w mistrzostwach Oceanii juniorów (jazda indywidualna na czas)
- 1. miejsce w mistrzostwach Oceanii juniorów (start wspólny)

2017
- 2. miejsce w mistrzostwach Nowej Zelandii U23 (jazda indywidualna na czas)

2018
- 3. miejsce w mistrzostwach Nowej Zelandii U23 (jazda indywidualna na czas)
- 2. miejsce w Classica da Arrabida
- 1. miejsce w klasyfikacji górskiej Triptyque des Monts et Châteaux

2019
- 1. miejsce w mistrzostwach Nowej Zelandii U23 (jazda indywidualna na czas)
- 1. miejsce w mistrzostwach Nowej Zelandii (start wspólny)
- 1. miejsce w klasyfikacji górskiej Tour of Antalya
- 1. miejsce w klasyfikacji górskiej Volta ao Alentejo
- 1. miejsce w klasyfikacji górskiej Triptyque des Monts et Châteaux

2021
- 1. miejsce w klasyfikacji górskiej Tour d’Eure-et-Loir
- 1. miejsce w klasyfikacji górskiej Tour de la Mirabelle
- 1. miejsce w klasyfikacji górskiej Kreiz Breizh Elites

2022
- 1. miejsce w mistrzostwach Nowej Zelandii (start wspólny)
- 1. miejsce w mistrzostwach Oceanii (start wspólny)
- 1. miejsce w Ronde de l’Oise
  - 1. miejsce na 1. etapie

## Rankingi
| Rok              | 2017  | 2018 | 2019 | 2020  | 2021  | 2022 | 2023 | 2024  |
| ---------------- | ----- | ---- | ---- | ----- | ----- | ---- | ---- | ----- |
| World Ranking    | 2095. | 994. | 472. | 1699. | 1607. | 175. | 665. | 1014. |
| UCI Europe Tour  | -     | 898. |      |       |       |      |      |       |
| UCI Oceania Tour | 58.   | 41.  | 26.  | 84.   | 53.   | 10.  | 42.  | -     |
|                  |       |      |      |       |       |      |      |       |
| Źródło: UCI      |       |      |      |       |       |      |      |       |